# Staufenberg (Hesse)
Pour les articles homonymes, voir Staufenberg.
Staufenberg est une municipalité allemande située dans le land de la Hesse et l'arrondissement de Giessen.

## Personnalités liées à la ville
- August Becker (1900-1967), chimiste né à Staufenberg.
- Thomas Hettche (1964-), écrivain né à Treis an der Lumda.